# أمعائية إجاصية
أمعائية إجاصية (الاسم العلمي: Enterobacter pyrinus) هي نوع من البكتيريا يتبع جنس الأمعائية من الفصيلة الأمعائيات.